# جورج غراهام (عالم)
جورج غراهام (بالإنجليزية: George Graham)‏  (و. 1673 – 1751 م) هو ساعاتي، ومخترِع، وعالم فيزياء الأرض من مملكة بريطانيا العظمى، وكان عضوًا في الجمعية الملكية، توفي في لندن، عن عمر يناهز 78 عاماً.

## جوائز
حصل على جوائز منها:
- زميل في الجمعية الملكية.